# Phaseolus leucanthus
Phaseolus leucanthus är en ärtväxtart som beskrevs av Charles Vancouver Piper. Phaseolus leucanthus ingår i släktet bönor, och familjen ärtväxter. Inga underarter finns listade i Catalogue of Life.